# Saint-Pierre-Toirac
Saint-Pierre-Toirac é uma comuna francesa na região administrativa de Occitânia, no departamento de Lot. Estende-se por uma área de 5,83 km². Em 2010 a comuna tinha 158 habitantes (densidade: 27,1 hab./km²).